# Seisho Monogatari
Tezuka Osamu no Kyuuyaku Seisho Monogatari (手塚治虫の旧約聖書物語   Las Historias de la Biblia de Osamu Tezuka?), también conocido como En el Principio: Historias de la Biblia, es una serie de anime que consta de 26 episodios dirigidos por Osamu Dezaki, que narran las historias del antiguo testamento. 
Desde la creación de Adán y Eva, hasta Sodoma y Gomorra, pasando por el Diluvio, el Arca de Noé y la Torre de Babel, la serie cubre los sucesos del Antiguo Testamento y cierra con un capítulo del Nuevo Testamento, precisamente con el nacimiento de Jesús . Como dato adicional, el personaje recurrente a lo largo de la serie es un vivaz y simpático zorrito . 
La serie también es muy popular en Latinoamérica y España, debido a la influencia religiosa por motivos de la Semana Santa o por Navidad.
En España fue emitida por el canal TVE y fue distribuida en VHS y en DVD.
Esta producción tiene cierta similitud artística con la serie italiana de 1996 llamada Jesús, Un reino sin fronteras, la cual trata la vida de Jesucristo y que fue una coproducción de Mondo TV y la Rai.

## Lista de episodios
01.- En el principio
02.- Los hijos de Adán
03.- El arca de Noé
04.- La torre de Babel
05.- El patriarca Abraham
06.- Sodoma y Gomorra
07.- La historia de Israel 
08.- El destino de Isaac
09.- Vendido por sus hermanos
10.- El triunfo de José
11.- Moisés el egipcio
12.- La zarza ardiente
13.- Moisés y el faraón
14.- El éxodo
15.- Las Tablas de la Ley
16.- El becerro de oro
17.- La Tierra Prometida
18.- Jericó
19.- Un Rey para Israel
20.- La derrota de Saúl
21.- La estirpe de David
22.- El Reino de Salomón
23.- El exilio de Israel
24.- Jerusalén, Jerusalén
25.- Profetas en el desierto
26.- Una estrella brilla en Oriente

## Personal
- Director: Osamu Dezaki
- Guion: Osamu Tezuka/Tezuka Production Co., Ltd.
- Diseño de personajes: Osamu Tezuka, Shinji Seya
- Dirección de animación: Masaki Yoshimura, Akio Sugino, Junji Kobayashi, Hideaki Shimada
- Música: Katsuhisa Hattori
- Producción: Tezuka Production Co., Ltd. / Nippon Television Network / Radiotelevisione Italiana